# Neckarinsel (Tübingen)
Die Neckarinsel in Tübingen ist eine knapp ein Kilometer lange Insel im Neckar, die 1910/1911 durch Abzweigung eines parallelen Kanals zur Regulierung des Flusswasserstandes entstand. Sie reicht von der Landspitze westlich der Ammertalbahn-Brücke, dem sogenannten Bügeleisen, bis zur Eberhardsbrücke und ist als öffentliche Grünanlage ein beliebter Aufenthaltsort in der Innenstadt. 

## Geographie

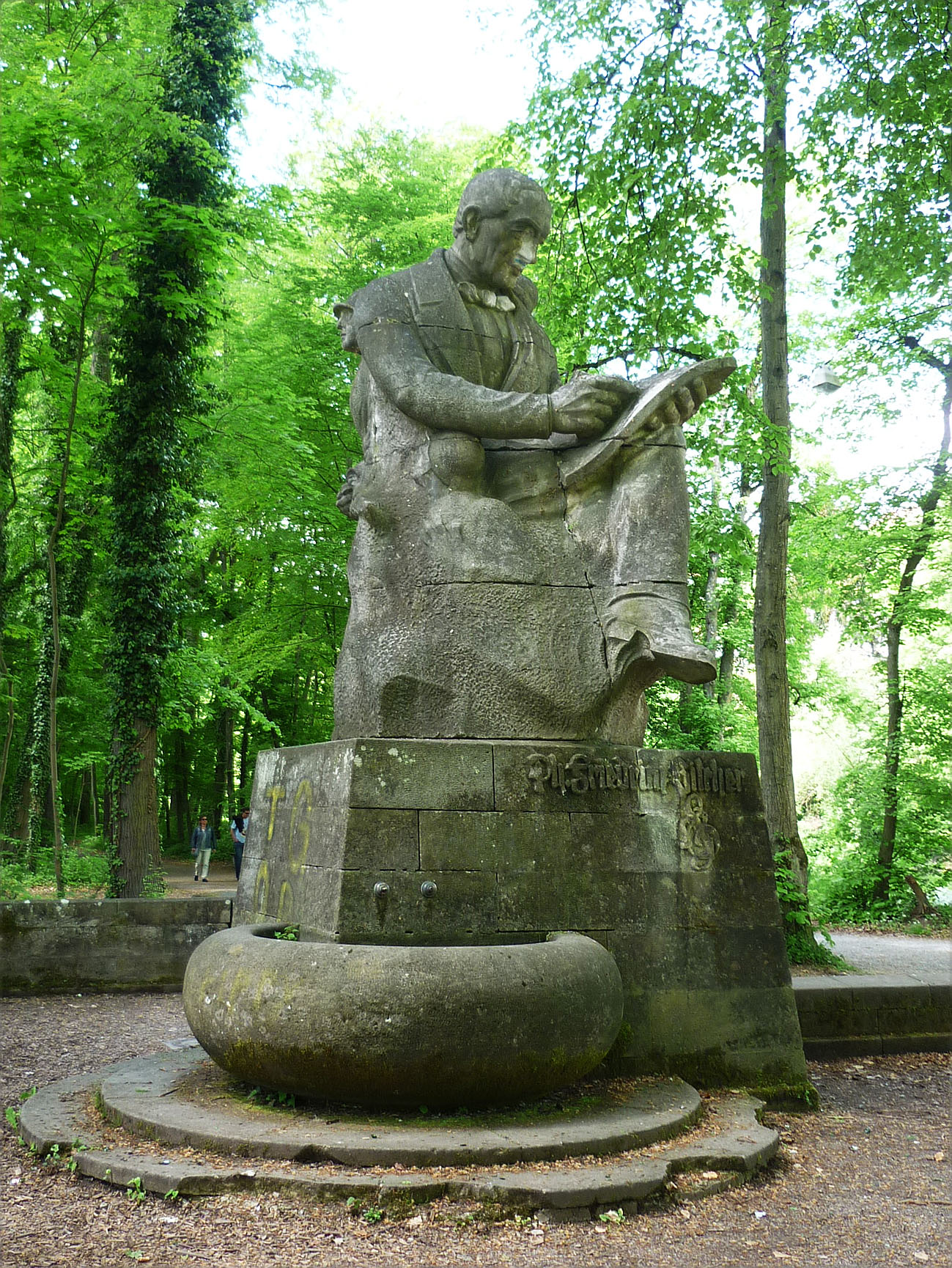
Das 1939–1941 gebaute Silcher-Denkmal in der Mitte der Neckarinsel

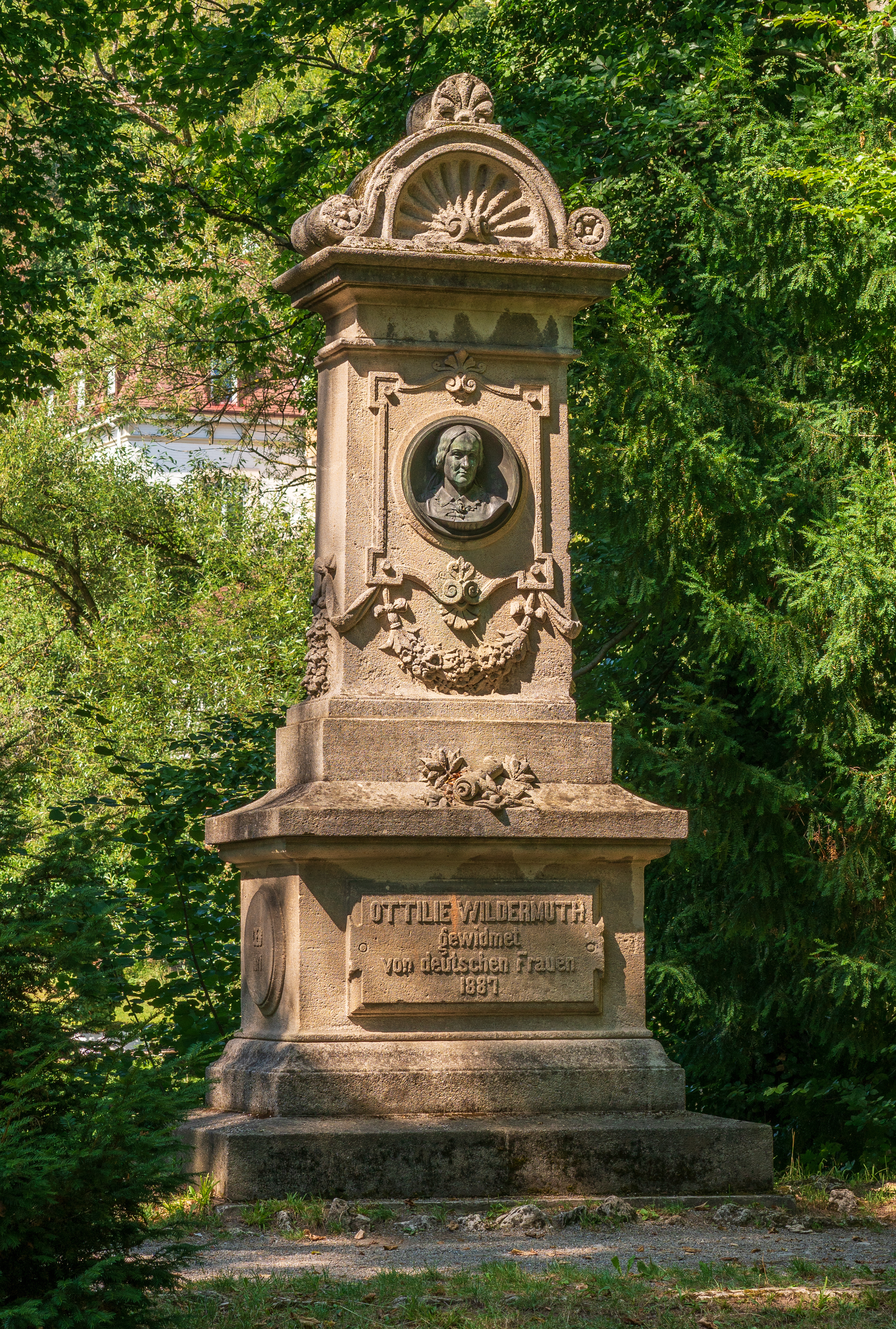
Das Wildermuth-Denkmal von 1887 im westlichen Teil der Neckarinsel

Etwa die Hälfte der Insel (der östliche Teil) wird von der fast 200 Jahre alten Platanenallee eingenommen. Im westlichen Bereich liegt das so genannte Seufzerwäldchen, das von teils kurvigen Waldwegen durchzogen wird. Westlich der Alleenbrücke befindet sich noch der so genannte Hain, an dessen Ende unter der Brücke der Ammertalbahn ein kleiner Tunnel zum westlichen Ende der Insel führt, einem geländerumsäumten Plateau am so genannten Spitz oder Bügeleisen. Hier werden manchmal illegale Lagerfeuer und Grillpartys veranstaltet, gegen die das Ordnungsamt unter anderem wegen der Brandgefahr für die Platanenallee vorgeht (im Februar 2012 brannte eine Platane).
Das Wasser des Neckars ist an vielen Stellen dort nur knietief.
Zwei Denkmale stehen auf der Insel: im Westen das Wildermuth-, in der Mitte das Silcher-Denkmal.

## Veranstaltungen
Alljährlich, Anfang Juni findet in Tübingen das Stocherkahnrennen statt, bei dem die Neckarinsel umrundet wird. Beim ebenfalls jährlich stattfindenden Entenrennen erobern sich dann Ende Oktober knallgelbe Quietschenten den Neckar.
Die Neckarinsel war auch Schauplatz denkwürdiger Theater-Ereignisse: Das Theater Lindenhof Melchingen veranstaltete mit großem Erfolg die Freilichtaufführungen 
- „Hölderlin. Tübingen. Turm.“ 1. Tübinger Sommertheater 1986 (in Koproduktion mit dem Zimmertheater Tübingen), und "... wenn mit dem Neckar herab (Hölderlin). Ein Abendspaziergang", Sommertheater 1993 und 1995.
- Seit 2007 fanden dort wiederholt Freilichtinszenierungen des LTT und Zimmertheater statt.

Seit 2003 gibt es das von der TüGast veranstaltete Event Sommerinsel, das zuerst einige Jahre an der Platanenallee stattfand und dann aus Sicherheits- und Naturschutzgründen zum Anlagensee verlegt worden ist, den Namen aber beibehalten hat.

## Zugänge

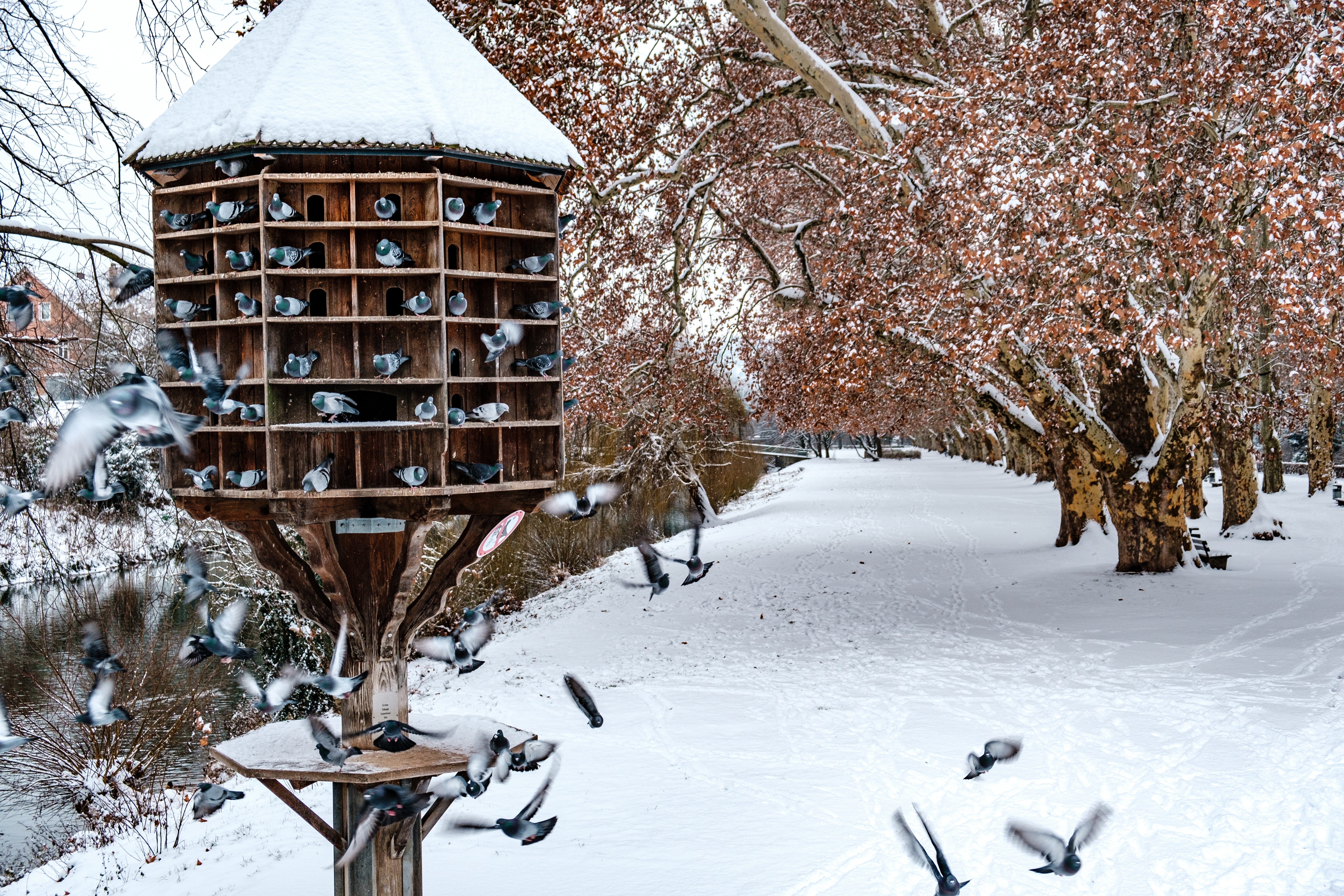
Taubenturm auf der Neckarinsel

- Von Osten: von der Eberhardsbrücke aus gibt es eine direkte Treppe hinunter auf die Insel, an deren Fuß der Taubenturm steht.
- Von Süden: vom Hauptbahnhof und Anlagensee her, geht es über eine kleine Brücke, den sogenannten Indianersteg, auf die Neckarinsel.
- Von Westen her besteht an der Derendinger Allee und der Alleenbrücke ein auch mit dem Fahrrad nutzbarer Zugang zur Insel.